# Солодуев, Николай Никанорович
Николай Никанорович Солодуев (1890—1971) — советский гобоист и педагог. Заслуженный артист РСФСР (1946). Заслуженный деятель искусств РСФСР (1966). 

## Биография
Родился 7 (19) декабря 1890 года в Ярославле. Брат валторниста Василия Солодуева (1885—1968).
В 1913 году окончил Московскую консерваторию по классу В. Н. Денте.
В 1912—1914 годах артист оркестра Оперного театра С. И. Зимина, затем до 1947 года солист оркестра Большого театра. В 1922—1932 годах одновременно работал в Персимфансе.
В 1926—1957 годах преподавал в Музыкальном училище при Московской консерватории, с 1935 года в Московской консерватории (с 1943 года профессор), в 1944—1946 годах — в Музыкально-педагогическом институте им. Гнесиных.
Способствовал внедрению в СССР гобоя французской системы. Написал этюды и пьесы для гобоя, обработал для него ряд произведений других композиторов.
Умер 13 марта 1971 года в Москве. Похоронен на Новодевичьем кладбище.

## Награды и звания
- Орден «Знак Почёта» (02.06.1937) — за выдающиеся заслуги в деле развития оперного и балетного искусства.
- Медаль «За трудовую доблесть» (17.11.1949)[1].
- Заслуженный артист РСФСР (28.12.1946).
- Заслуженный деятель искусств РСФСР (14.10.1966).